# Galma (Fluss)
Der Galma ist ein rechter Nebenfluss des Kaduna in Nigeria.

## Verlauf
Der Fluss entspringt nördlich des Jos-Plateaus in dem Bundesstaat Kano. Er fließt zunächst in nordwestliche Richtung. Etwa nach der Hälfte seines Weges schwenkt er in einem Bogen nach Südwesten, auf die Stadt Zaria zu. Dort angekommen knickt er nach Süden ab. Der Galma mündet etwa 30 km östlich von der Stadt Kaduna in den gleichnamigen Fluss.

## Hydrometrie
Die Durchflussmenge des Galma wurde am Pegel Ribako bei dem größten Teil des Einzugsgebietes zwischen den Jahren 1960 bis 1997 in m³/s gemessen.